# Мустафа Челеби (сын Баязида I)
Мустафа Челеби также Дюзме Мустафа или Дюзмедже Мустафа (тур. Mustafa Çelebi, тур. Düzme Mustafa / Düzmece Mustafa; 1380 или ?—1402 или 1422) — сын султана Баязида І. В 1402 году Мустафа участвовал с отцом и братьями в битве при Анкаре и пропал после неё. Как утверждал человек, появившийся в 1415/16 году под его именем, он некоторое время находился в плену у Тамерлана, но после его смерти был освобождён. Во время правления Мехмеда І и Мурада II при поддержке Византии и Венеции Мустафа поднимал восстания, пытаясь захватить османский престол, был предан союзниками, схвачен и повешен. В официальной османской историографии представлялся как самозванец.

## Биография

### Происхождение и ранние годы
Х.Иналджик писал, что дата рождения Мустафы неизвестна, но Д. Алдерсон называл 1380 год. Османский историк Шукруллах называл его последним из шести сыновей османского султана Баязида І. Матерью Мустафы была, по-видимому, рабыня.
Нет информации о ранних годах его жизни. Согласно Шараф ад-дину Язди, в 1400 году Мустафа был помолвлен с дочерью Ахмеда Джалаира. Согласно османскому историку Нешри он был назначен отцом санджакбеем бывших бейликов Хамид и Теке. Во главе войск этих санджаков он участвовал в битве при Анкаре 28 июля 1402 года. Баязид, отец Мустафы, потерпел в этой битве поражение и попал в плен.

### Судьба Мустафы после битвы при Анкаре
Судьба Мустафы точно неизвестна. Историографы Тимуридов не упоминали, что Мустафа был в плену у Тамерлана. Согласно "Зафар-наме" Шараф ад-Дина Язди, попав в плен, Баязид сказал Тамерлану, что с ним во время битвы было двое сыновей — Муса и Мустафа — и просил узнать, что с ними стало. Мусу вскоре нашли, но о Мустафе никаких сведений не было, то есть люди Тамерлана не нашли Мустафу среди пленных. Посланники испанского короля Энрике III ко двору Тамерлана, Пелайо де Сотомайор и Эрнандо Санчес де Паласуэлос были очевидцами сражения и последовавших событий. Их сообщение сохранено в «Дневнике» Клавихо, который писал лишь об одном плененном Тамерланом сыне султана. По словам Ибн Арабшаха «Мустафа исчез бесследно, из-за него около 30 (из людей по имени) Мустафы были казнены».
Османские историки XV века по-разному описывали судьбу этого сына Баязида, в основном указывая, что он бесследно пропал. Ашикпашазаде и Нешри писали, что Мустафа упал с коня и бесследно исчез. Согласно Шюкрулле его захватили в плен вместе с отцом, Мустафа пропал и больше его никто никогда не видел. Энвери писал, что Мустафу захватили в плен вместе с отцом, но  он вернулся в Анатолию через несколько лет (возможно, после смерти Тамерлана в феврале 1405 года). Энвери писал о пребывании Мустафы в плену, а затем проживании в Нигде.
Византийские историки считали претендента сыном Баязида, при этом указывая, что Мехмед I называл его самозванцем. Халкокондил писал, «поскольку у них нет информации о том, что Мустафа жив, Мехмед говорит, что Мустафа не настоящий сын Баязида». Лишь Сфрандзи называл его обманщиком.
Э. Олдерсон писал, что Мустафа исчез после битвы, его не нашли среди пленников, его тела не было среди убитых, его не было ни в одном их отрядов, бежавших с поля боя. И.Узунчаршилы полагал, что достоверны данные Энвери. Современные исследователи сходятся во мнении, что Мустафа не был самозванцем.
Согласно Дуке,  великий визирь и бейлербей Румелии Баязид-паша  назвал претендента самозванцем. Прозвище Дюзме (тур. Düzme — лже), которое указывает, что Мустафа не был сыном Баязида, в отношении претендента начали упоминать историки XV века Ашик-паша-заде и Нешри, однако они указывали, что прозвище было дано ему его соперниками во время борьбы за трон. От них прозвище пошло и широко распространилось у более поздних османских историков.

### Первое восстание
В османских источниках события двух восстаний спутаны, первое восстание не упоминается. После битвы при Анкаре Тамерлан восстановил все анатолийские бейлики, вернув их членам свергнутых в бейликах династий. Оставшуюся азиатскую часть Османской империи он разделил на две части и поставил в них править сыновей Баязида Ису Челеби и Мехмеда. В Румелии провозгласил себя султаном Сулейман Челеби. Начался период Османского междуцарствия, когда Иса, Сулейман, Мехмед и Муса делили отцовское наследство. В 1413 году Мехмед I победил в борьбе за власть.
В 1415 году  в Салониках внезапно появился человек, называвший себя Мустафой. Он утверждал, что в то время, когда его братья воевали за власть, он находился в плену в Самарканде. Он не рассказывал о том, что с ним было. Возможно, что Мустафа нашёл убежище в одном из бейликов: согласно Энвери в Нигде у Караманидов или согласно Халкокондилу у Исфендияра-бея Джандарида в Кастамону или Синопе, как и его брат Муса Челеби. Согласно венецианским источникам, Мустафа находился «в Азии» в поисках судна для отправки в Европу, где, как он утверждал, было много его сторонников. Рагузанские источники сообщали, что в середине июня 1415 года Мустафа находился в Трабзоне. Венецианские источники сообщают о прибытии в город в январе 1415 года галеры из Трабзона, с «турецким» агентом, который вёл переговоры с византийским императором от имени Мустафы. К августу 1415 года он уже находился в Валахии, где получил поддержку от Мирчи I. Междоусобицы у османов были выгодны всем их соседям. Мануил II Палеолог и правитель Валахии Мирча І оказывали ему поддержку, не особо вникая в достоверность его истории.
В Валахии к Мустафе присоединился Джунейд Измироглу, бывший санджакбеем Никопола. Учитывая близость Никопола к Валахии, Мехмед послал двух доверенных слуг, чтобы убить его, но Джунейд успел пересечь Дунай за два дня до их прибытия. Он стал самым активным сторонником претендента, и Мустафа назначил Джунейда своим визирем. С солдатами, предоставленными правителем Валахии Мирчей I , Мустафа вторгся во Фракию и попытался уговорить на восстание местные османские войска. Потерпев в этом неудачу, он нашёл убежище в Константинополе. Весной 1416 года Мустафа отправился в византийский город Салоники и попытался заручиться поддержкой удж-беев Македонии. Хотя ему удалось захватить Серрес, но ему все ещё не хватало сторонников, и осенью Мехмед победил его в бою. Мустафа с Джунейдом бежали обратно в Салоники, где местный губернатор, Димитрий Ласкарис Леонтарис, взял их под свою защиту. Мехмед осаждал город, пока император Мануил II Палеолог не согласился держать их в качестве заложников в заключении до тех пор, пока жив Мехмед, в обмен на ежегодную выплату в размере 300 000 акче. Согласно Дуке, Мустафа был отправлен на остров Лемнос, а Джунейд был помещён в монастыре Паммакаристос в Константинополе.

### Второе восстание (1421—1422)
В 1421 году Мехмед I умер, и его сменил 17-летний сын Мурад II. По завещанию Мехмеда двух его младших сыновей Юсуфа и Махмуда надо было отправить византийскому императору в качестве заложников, но визирь Мехмеда Амасьялы Баязид-паша отказался передать их. В результате византийцы решили использовать Мустафу и Джунейда и освободили их из плена, увидев в этом возможность вернуть утраченные территории в северной Греции, на побережье Чёрного моря и в Галлиполи. 15 августа 1421 года, после того, как Мустафа принёс торжественные клятвы, что будет повиноваться императору, византийский флот под руководством Димитрия Леонтариса привёз их в Галлиполи. Войска Мустафы и Леонтариса высадились перед городом, где собрались гарнизон и местное ополчение. Люди Мурада «не смогли противостоять Джунейду, потому что этот человек был мужественным и более опытным в войне, чем любой тюрк своего времени», они были побеждены и вынуждены укрыться за городскими стенами. Мустафа обратился к гарнизону, убедил многих из них сдаться, и на следующее утро занял Галлиполи. Оттуда он начал свой поход на Эдирне, а Леонтарис осадил цитадель Галлиполи, в которой продолжал сопротивляться отряд под командованием Шах Мелика-бея.
В отличие от предыдущего восстания Мустафы, теперь к нему присоединились многие из удж-беев Румелии, включая Турахана-бея, сыновей Эвреноса и семья Гюмлюоглу, поскольку они видели в Мустафе более надёжного правителя, чем неопытный Мурад. Претендент быстро распространил свой контроль над большей частью Македонии, включая города Янницу, Серрес, Вардар. К этому времени относятся первые отчеканенные Мустафой монеты. Мурад отправил Баязида-пашу с армией из Анатолии, чтобы противостоять Мустафе. Две армии встретились в Сазлыдере, недалеко от Эдирне, но войска Баязида массово стали переходить на сторону Мустафы, когда претендент показал им шрамы, полученные, якобы, в битве при Анкаре. Баязид-паша сдался и, как писал Дука, был казнён по настоянию Джунейда. Брата Баязида-паши, Хамзу-бея, Джунейд «пожалел его из-за его юности».
Мустафа вошёл в Эдирне с триумфом. Когда защитники цитадели Галлиполи узнали об этом, они тоже решили сдаться. Леонтарес хотел занять город как союзник Мустафы, но, по словам Дуки, когда Леонтарис готовился войти в Галлиполи, прибыли Джунейд и Мустафа. Они сообщили ему, что их соглашение было недействительным, поскольку они не могут дать своему народу капитулировать перед неверными. Леонтарис протестовал, но у него не было выбора, кроме как собрать своих людей и отправиться в Константинополь, в то время как Мустафа укрепился в цитадели, организовал свой флот и укрепил оборону гавани.
Тогда император решил поддержать уже Мурада и отправил к нему посланников с предложением помощи на некоторых условиях: византийские суда перевезут османскую армии в Европу в обмен на Галлиполи, двух младших братьев султана он передаст в качестве заложников императору (подобно тому, как это делали Мехмед I и Сулейман Челеби). Мурад отказался принять условия Мануила, но молодому султану помог генуэзский подеста Новой Фокеи, Джованни Адорно, который предложил суда для переправки османской армии в ответ на списание долга за аренду квасцовых копей. Также Фокея предоставляла султану 2000 солдат. Письмо к Мураду от Адорно было написало личным секретарём Адорно, историком Дукой, который оставил подробное описание этих событий. Мустафа был обеспокоен новостью о том, что Мурад получил флот для переправки в Румелию, и Джунейд убедил претендента, что им нужно опередить Мурада и самим переправиться в Анатолию раньше. По словам Дуки, к этому времени Мустафа стал проводить время в пиршествах и разврате, и Джунейд торопил его, потому что боялся, что Мустафа с каждым днём все больше опускается и теряет шанс победить Мурада. Если бы это произошло, когда Джунейд был в Европе, он рисковал быть захваченным византийцами — после предательства в Галлиполи не очень привлекательная перспектива. Поэтому Джунейд стремился как можно скорее вернуться в Анатолию и в своё собственное княжество.
20 января 1422 года (26 Мухаррема 825 года Хиджры) армия Лже-Мустафы — около 12 000 кавалеристов и 5 000 пехотинцев — переправилась в Анатолию. На встречу с армией претендента из Бурсы прибыл со своими войсками Мурад; блокируя продвижение Мустафы, его люди сломали мост через реку Нилюфер. Обе армии встретились в Лопадионе (Улубад). По словам Ашик-паша-заде, перед сражением Мурад подослал своих людей ко всем беям, поддерживавшим Мустафу. Каждому из них была пообещана щедрая награда за отступничество, например, Джунейду Мурад II пообещал вернуть Айдын. Дука дал подробное описание того, как советники Мурада использовали для переговоров брата Джунейда, Хамзу, который был другом Мурада: Хамзу уговорили встретиться с Джунейдом и убедить его покинуть союзника. Через Хамзу Джунейду было обещано «отдать в наследственное владение Айдын при условии службы одного из его сыновей султану». Визири (Ибрагим-паша, Хаджи Иваз-паша, Тимурташоглу Умур, Орудж и Али-бей) посоветовали Мураду освободить Мехмеда Михалоглу бывшего бейлербеем Румелии у Мусы Челеби и находившегося в заключении в Токате с 1416 года за связи с шейхом Бедреддином. Михалоглу привезли из Токата, пообещали звание бейлербея и освободили, после чего он написал письма, в которых призывал предводителей акынджи признать Мурада и гарантировал, что они будут прощены. В итоге Мустафа был оставлен и румелийскими уджбеями, и Джунейдом, и был вынужден бежать обратно в Румелию.
Мурад обратился к Адорно, который сдержал обещание, прибыл с 7 галерами и 15 января 1422 года переправил султана с его армией на другую сторону Дарданелл. По словам Дуки претендент пытался скрыться и убежать в Валахию, но был узнан и схвачен. Османский историк Рухи Челеби сообщал, что Михалоглу Мехмед-бей арестовал Мустафу в Чамурлу и вскоре претендент был публично повешен по приказу Мурада на стенах Эдирне или на городской площади, как обычный преступник. Перед казнью Мустафа просил Мурада о встрече, обещая что-то рассказать, но Мурад не отреагировал. Дука отметил, что такая казнь была выбрана, чтобы представить Мустафу самозванцем, а не членом династии. По словам османского историка Бехишти тело висело, пока не свалилось. Неизвестно, что случилось с ним, за исключением того, что его точно не захоронили с почестями. Малое количество сохранившихся монет чеканки Мустафы почти наверняка указывает на то, что они были уничтожены сразу после казни. После казни голову Мустафы (по словам Рухи Челеби) отправили Мураду.
Существует версия, что ему удалось бежать в Валахию, оттуда в Каффу, а затем в Салоники, где он находился до захвата города Мурадом в 1430 году. По крайней мере, в 1425 году человек, называвший себя Мустафой начал проводить из города рейды против отрядов Мурада, но после того, как он и венецианский капитан были почти захвачены в плен во время одного из этих действий, 3 сентября Большой совет города издал инструкции, чтобы остановить эти рейды и держать ворота города закрытыми. А 11 мая этот Мустафа предстал перед Большим советом и получил 150 дукатов за свои услуги.